# U-848 (submarino alemão)
O U-848 foi um submarino alemão de classe IXD2 da Kriegsmarine alemã que lutou durante a Segunda Guerra Mundial de 1942 até 1943.
Ele foi comandado durante sua breve vida de serviço por Korvettenkapitän Wilhelm Rollmann, que a conduziu durante seus testes no mar e em sua primeira patrulha de guerra em 18 de setembro de 1943.

## Histórico de Serviço
A primeira patrulha do U-848 foi juntar-se ao Monsun Gruppe, baseado no Oceano Índico. Em 2 de novembro de 1943, ela torpedeou e afundou o navio a vapor britânico de 4.573 GRT sem escolta Baron Semple NW da Ilha de Ascensão. Todas as mãos foram perdidas.

### Afundamento

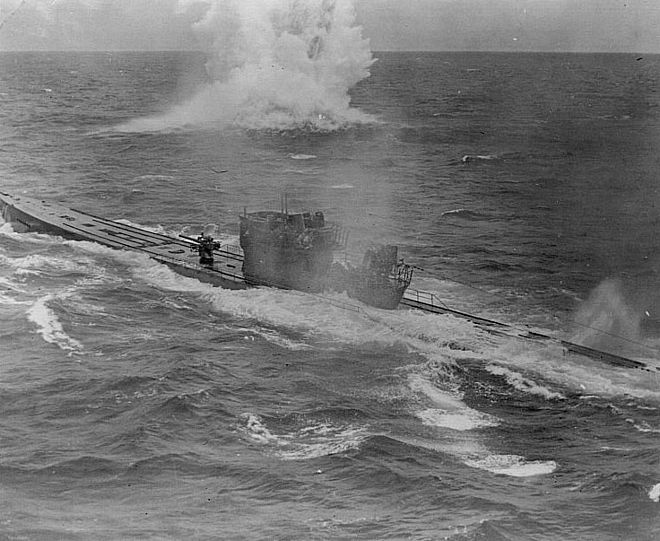
U-848 sobre ataque

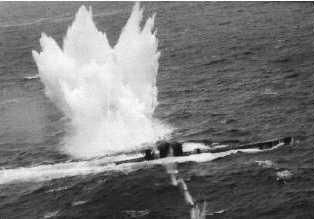
U-848 sobre ataque

Ela foi interceptada após 49 dias, em 5 de novembro de 1943, na costa do Brasil, pela aeronave VB-107 da Marinha dos Estados Unidos. Ela foi atacada em profundidade por 3 Libertadores PB4Y-1. Todas as 63 mãos foram perdidas.

## Sumário de Ataques
| data                  | nome do barco | nacionalidade | tonelagem | estado   |
| --------------------- | ------------- | ------------- | --------- | -------- |
| 2 de novembro de 1943 | Barom Sample  | Reino Unido   | 4,573     | afundado |